# Открытый чемпионат Ванкувера по теннису 2011
Odlum Brown Vancouver Open 2011 — 11-й розыгрыш ежегодного профессионального международного теннисного турнир, проводимый ITF в рамках своего женского тура и ATP в рамках своего тура Challenger в канадском городе Ванкувер. Соревнования прошли с 1 по 7 августа.
Чемпионы прошлого года:
- мужской одиночный разряд:  Дуди Села
- женский одиночный разряд:  Елена Докич
- мужской парный разряд:  Трет Конрад Хьюи /  Доминик Инглот
- женский парный разряд:  Чжан Кайчжэнь /  Хейди Эль Табах

## Соревнования

### Одиночные турниры

#### Мужчины
Джеймс Уорд обыграл  Робби Джинепри со счётом 7-5, 6-4.

#### Женщины
Александра Возняк обыграла  Джейми Хэмптон со счётом 6-3, 6-1.
- Возняк выигрывает свой 1й турнир в году и 8й за карьеру на соревнованиях тура ассоциации.
- Хэмптон уступает свой 1й финал в году и 7й за карьеру на соревнованиях тура ассоциации.

### Парные турниры

#### Мужчины
Трет Конрад Хьюи /  Трэвис Перротт обыграли  Джордана Керра /  Дэвида Мартина со счётом 6-2, 1-6, [16-14].

#### Женщины
Каролина Плишкова /  Кристина Плишкова обыграли  Джейми Хэмптон /  Ноппаван Летчивакан со счётом 5-7, 6-2, [10-2].
- Для сестёр Плишковых это второй совместный титул во взрослом теннисе, но третий титул для Каролины.